# Chokusaisha
 (septembre 2016).

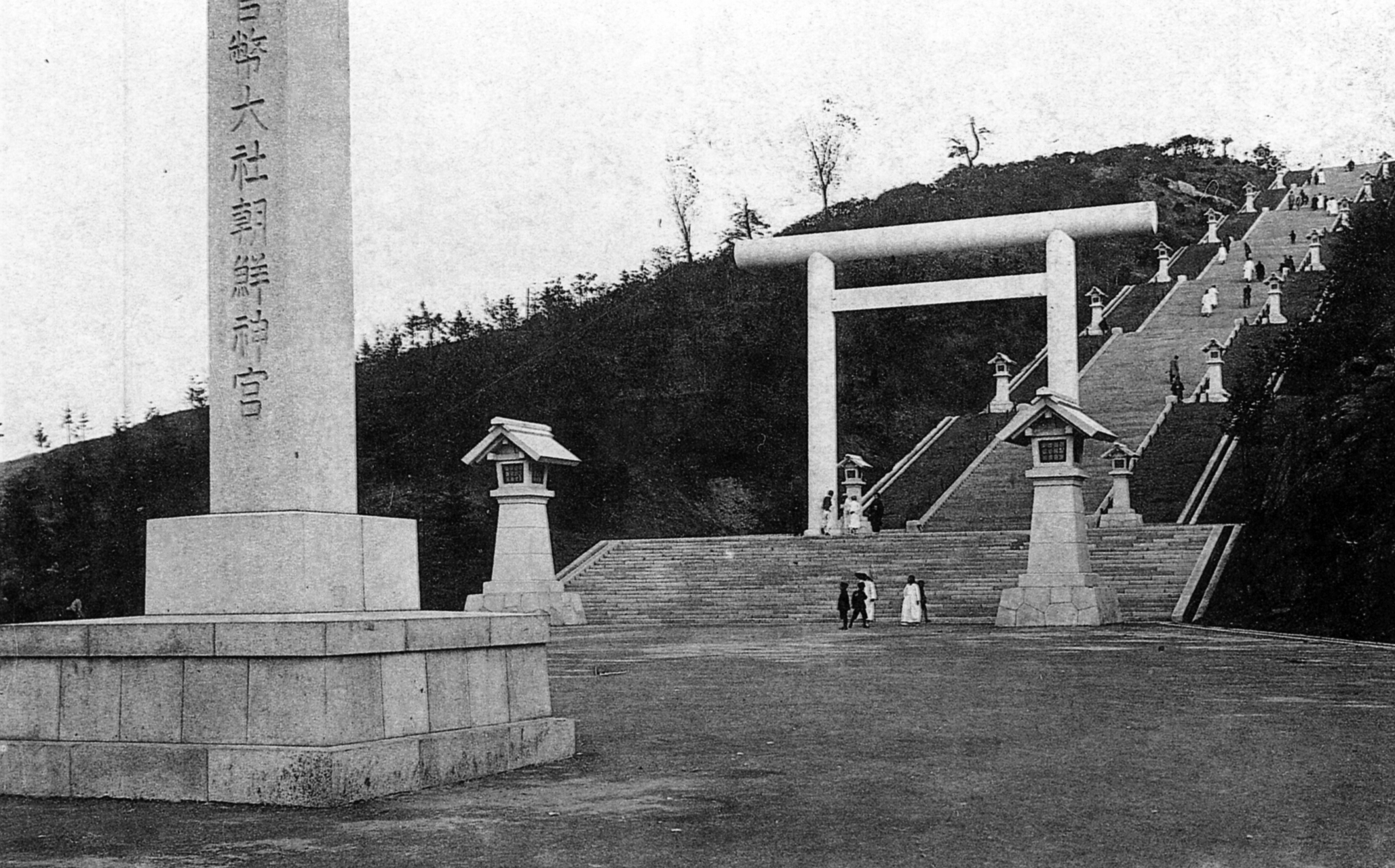
Le Chōsen-jingū au temps de l'empire du Japon.

Les chokusaisha (勅祭社), abréviation de chokushi sankō no jinja (勅使参向の神社), sont des sanctuaires shinto qui ont droit à la présence d'un chokushi (勅使), un envoyé spécial de l'empereur du Japon, aux festivals les plus importants.

## Chokusaishaactuels
Parmi les sanctuaires qui portent encore ce titre, on compte actuellement :
| Nom                                   | Nom                                   | Lieu                          |
| ------------------------------------- | ------------------------------------- | ----------------------------- |
| Kamo-jinja (賀茂神社)                 | Kamowakeikazuchi-jinja (賀茂別雷神社) | Kita-ku, Kyoto                |
| Kamo-jinja (賀茂神社)                 | Kamomioya-jinja (賀茂御祖神社)        | Sakyō-ku, Kyoto               |
| Iwashimizu Hachiman-gū (石清水八幡宮) | Iwashimizu Hachiman-gū (石清水八幡宮) | Yawata, préfecture de Kyoto   |
| Kasuga-taisha (春日大社)              | Kasuga-taisha (春日大社)              | Nara, préfecture de Nara      |
| Atsuta-jingū (熱田神宮)               | Atsuta-jingū (熱田神宮)               | Atsuta-ku, Nagoya             |
| Izumo-taisha (出雲大社)               | Izumo-taisha (出雲大社)               | Izumo, préfecture de Shimane  |
| Hikawa-jinja (氷川神社)               | Hikawa-jinja (氷川神社)               | Ōmiya-ku, Saitama             |
| Kashima-jingū (鹿島神宮)              | Kashima-jingū (鹿島神宮)              | Kashima, préfecture d'Ibaraki |
| Katori-jingū (香取神宮)               | Katori-jingū (香取神宮)               | Katori, préfecture de Chiba   |
| Kashihara-jingū (橿原神宮)            | Kashihara-jingū (橿原神宮)            | Kashihara, préfecture de Nara |
| Ōmi-jingū (近江神宮)                  | Ōmi-jingū (近江神宮)                  | Ōtsu, préfecture de Shiga     |
| Heian-jingū (平安神宮)                | Heian-jingū (平安神宮)                | Sakyō-ku, Kyoto               |
| Meiji-jingū (明治神宮)                | Meiji-jingū (明治神宮)                | Shibuya-ku, Tokyo             |
| Yasukuni-jinja (靖国神社)             | Yasukuni-jinja (靖国神社)             | Chiyoda-ku, Tokyo             |
| Usa Hachiman-gū (宇佐神宮)            | Usa Hachiman-gū (宇佐神宮)            | Usa, préfecture d'Ōita        |
| Kashii-gū (香椎宮)                    | Kashii-gū (香椎宮)                    | Higashi-ku, Fukuoka           |

## Ancienschokusaishaet cas particuliers
L'Ise-jingū reçoit aussi trois fois par an la visite d'un chokushi, mais le sanctuaire ne fait cependant pas partie de la catégorie des chokusaisha.
Le Chōsen-jingū n'est pas inclus dans la liste ci-dessus non plus car le Japon l'a édifié en 1925 à Séoul dans sa colonie de Chōsen. Il est démoli après la fin de la Seconde Guerre mondiale.